# Once Upon the Cross
Once Upon the Cross (рус. Однажды на кресте) — третий студийный альбом дэт-метал-группы Deicide, вышедший в 1995 году на лейбле Roadrunner Records.
Once Upon the Cross вызвал волну полемики вокруг себя, отчасти благодаря своей обложке, где изображено вскрытие тела Иисуса Христа, а также из-за композиции «Kill the Christian».

## Список композиций
| №                   | Название                                  | Длительность |
| ------------------- | ----------------------------------------- | ------------ |
| 1.                  | «Once upon the Cross»                     | 3:34         |
| 2.                  | «Christ Denied»                           | 3:38         |
| 3.                  | «When Satan Rules His World»              | 2:53         |
| 4.                  | «Kill the Christian»                      | 2:57         |
| 5.                  | «Trick or Betrayed»                       | 2:25         |
| 6.                  | «They Are the Children of the Underworld» | 3:09         |
| 7.                  | «Behind the Light Thou Shall Rise»        | 2:59         |
| 8.                  | «To Be Dead»                              | 2:39         |
| 9.                  | «Confessional Rape»                       | 3:56         |
| Общая длительность: | Общая длительность:                       | 28:10        |

## Участники записи
- Глен Бентон — бас, вокал
- Брайн Хоффман — гитара
- Эрик Хоффман — гитара
- Стив Эшейм — ударные